# Leiophron nigricarpa
Leiophron nigricarpa är en stekelart som först beskrevs av Szepligeti 1913.  Leiophron nigricarpa ingår i släktet Leiophron och familjen bracksteklar. Inga underarter finns listade i Catalogue of Life.